# Тегин, Дмитрий Капитонович
Дмитрий Капитонович Тегин (1914—1988) — советский художник. Лауреат Сталинской премии первой степени (1951). Последователь соцреалистического метода, автор жанровых сцен, портретов, пейзажей, талантливый колорист.

## Биография
Родился 24 января (6 февраля) 1914 года в Иваново-Вознесенске (ныне Иваново). Окончил школу в селе Зеленове (действовала до 1976 года). По совету учительницы Нины Алексеевны Даниловской Дмитрий в 1931 году поступил в Ярославское художественное училище. Окончив с отличием это учебное заведение, Тегин поступает в Московское училище живописи, ваяния и зодчества в мастерскую профессора Б. В. Иогансона, который окончил в 1942 году в эвакуации в Самарканде (выпуск С. В. Герасимова).
В 1945 году был принят в Союз художников СССР. Персональные выставки в Москве (1946, 1947, 1950).
В 1960-е годы вместе с женой художницей Н. М. Левинсон (1915—2000) путешествовал по стране (в основном, Прибалтика), после чего они создали цикл импрессионистических прибалтийских работ, в основном пляжных сцен и морских пейзажей.
Работы хранятся в Третьяковской галерее, других художественных музеях бывшего СССР, а также в частных коллекциях в России и за границей.

### Награды и премии
- Сталинская премия первой степени (1951) — за картину «Выступление В. И. Ленина на III съезде комсомола» (1950; с соавторами)

## Семья
- Тегин, Алексей Дмитриевич (род. 17.4.1951) — сын, российский художник.